# Eupelix flavescens
Eupelix flavescens är en insektsart som beskrevs av Guérin-meneville 1834. Eupelix flavescens ingår i släktet Eupelix och familjen dvärgstritar. Inga underarter finns listade i Catalogue of Life.